# 勝長寿院

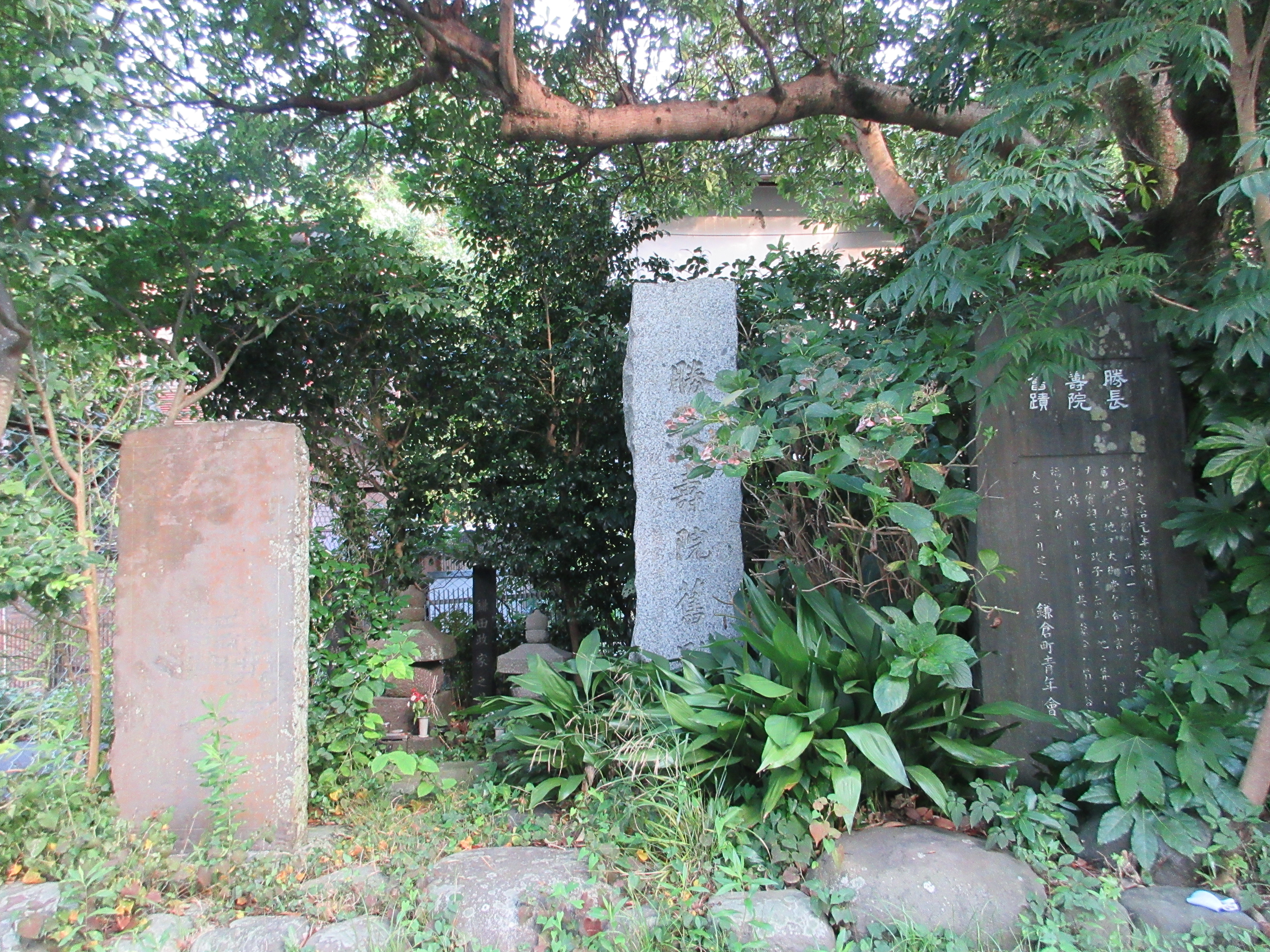
勝長寿院跡

勝長寿院（しょうちょうじゅいん）は、神奈川県鎌倉市雪ノ下にあたる相模国鎌倉大御堂ヶ谷に、鎌倉時代初期に源頼朝が建立した寺院である。阿弥陀山勝長寿院と号す。大御堂（おおみどう）、南御堂（みなみのみどう）とも言う。鶴岡八幡宮、永福寺と共に当時鎌倉の三大寺社の一つであったが、現在は廃寺となっている。

## 沿革
元暦元年（1184年）、源頼朝が父・義朝の菩提を弔うための寺の建立を大御堂ヶ谷の地に定め、11月26日に地曳始の儀を行った。
頼朝は後白河院に依頼して義朝の首を探し出し、義朝とその腹心・鎌田政清の首は院の勅使となった大江公朝によって鎌倉に届けられた。文治元年（1185年）9月3日、義朝の遺骨と政清の首は南御堂の地に埋葬され、頼朝の他は平賀義信とその子息・惟義、源頼隆ら平治の乱関係者のみが立ち会いを許された。10月24日に堂舎が完成し盛大に落慶供養が行われた。
同院の本尊は阿弥陀如来像で、奈良仏師の成朝が製作した。また本尊背後の浄土壁画を鎌倉宅磨派の祖・宅磨為久が担当した。
源氏の菩提寺の性格が濃く、源氏関係者の供養が行われている。三代将軍源実朝は、暗殺されたのち勝長寿院の傍らに葬られた。
その後康元元年（1256年）12月に火災のため伽藍が焼失したが、正嘉2年（1258年）に北条時頼により再建されている。しかし、その後も火災が多く永仁3年（1295年）11月にも焼失。正中2年（1325年）には同じく焼失した建長寺とともに再建費用を得るため、元との交易を行う寺社造営料唐船（いわゆる建長寺船）が派遣された。
元弘3年（1333年）5月の鎌倉幕府滅亡後も、勝長寿院は鎌倉を治めた足利氏の鎌倉公方による保護を受けたが、足利成氏（古河公方初代）が享徳4年（1455年）に鎌倉から下総国古河に移り、同寺の門主であった成潤（成氏の兄弟）も反成氏勢力に擁される形で日光山で挙兵して以降、有力者の保護を失って衰微し、16世紀頃に廃寺となったとされる。

## 跡地
現在は周辺の宅地化が進んだため、遺構はほとんど残っておらず、雪ノ下4丁目6-20付近に「勝長寿院旧蹟」の石碑と供養塔がある。
なお現在横須賀市芦名二丁目にある浄楽寺は、正式名を「金剛山勝長寿院大御堂浄楽寺」といい、寺伝では、勝長寿院の堂舎が建永元年（1206年）の台風で損壊した時に和田義盛と北条政子が本尊の阿弥陀如来像を現地に移して開山したとする起源を伝えるが、伝承の域を出ない。ちなみに現在浄楽寺にある阿弥陀如来像の作者は運慶である。

### 史料
- 『吾妻鏡』

### 書籍
- 白井, 永二『鎌倉事典』東京堂出版、1992年1月。ISBN 4490103034。

- 奥富, 敬之「大倉御所と勝長寿院」『鎌倉歴史散歩』新人物往来社、2001年8月31日、77-86頁。ISBN 4404029349。

- 仲野, 正美「浄楽寺紹介」『三浦一族研究』第22号、三浦一族研究会、2018年3月31日、135-136頁、NCID AA11177663。

座標: 北緯35度19分17.2秒 東経139度33分43.0秒 / 北緯35.321444度 東経139.561944度